# Feichten (Isen)
Feichten (früher Feuchten) ist ein Gemeindeteil des Marktes Isen im oberbayerischen Landkreis Erding.

## Lage und Zugehörigkeit
Die Einöde Feichten liegt in der Gemarkung Westach, einen Kilometer südöstlich von Isen.
Um 1866 gehörte Feichten zur Gemeinde Westach, zum Landgericht Haag, zum Bezirksamt Wasserburg und zum Postbestellungs-Bezirk Isen. Um 1880 war die nächstgelegene Bahnstation in Hörlkofen.

## Bevölkerungsentwicklung
Um 1861 lebten in Feichten zwölf Einwohner in sieben Gebäuden. Um 1871 gab es dort 13 Einwohner. Im Mai 1987 lebten dort elf Einwohner in zwei Wohngebäuden.
| Jahr      | 1861 | 1871 | 1925 | 1950 | 1970 | 1987 |
| Einwohner | 12   | 13   | 11   | 10   | 13   | 11   |